# جیمز نیومن (موسیقی‌دان)
جیمز نیومن (به انگلیسی: James Newman) (زاده ۱۹ اکتبر ۱۹۸۵) خواننده انگلیسی است.
او برادر جان نیومن است.
او نماینده بریتانیا در یوروویژن ۲۰۲۱ است.